# Skorpion I
Skorpion I (fornegyptiska: *'Wḥ eller *Srq, uttal: */Weha/, */Serk/) är en antagen historisk farao över övre Egypten under Naqada III-perioden av egyptisk förhistorisk tid (sista perioden av Naqadakulturen: runt 3 200 till 3 000 f.Kr.). Han är en av de första kända härskarna i det forna Egypten och ett antikt graffitifynd tros avbilda honom i strid med en oidentifierad predynastisk härskare. Hans antydda grav har man gjort fynd som tyder på att egypterna drack vin redan under denna period.
Hans namn kan vara en referens till Serket som var en egyptisk fruktbarhetsgudinna vars symbol var skorpionen men Serket verkar ha blivit en populär gudinna först under det gamla riket (2686-2181 f.Kr) varpå det är oklart om namnet verkligen skulle hänvisa till henne.

## Grav
Skorpion I tros ha levt i Thinis ett eller två århundraden innan den mer kända Skorpion II av Nekhen regerade och är förmodligen en av de första riktiga kungarna av Övre Egypten. Till honom tillhör U-j -graven som hittades på den kungliga kyrkogården i Abydos, där thiniternas kungar begravdes. Graven plundrades redan under antiken, trots det har man hittat många små elfenbensplattor i den. Var och en av plattorna har ett hål för att binda fast dem i något och de är märkta med en eller flera skrapade bilder av hieroglyftyp, som tros ange namn på städer. En möjlig förklaring till dessa är att de knöts vid gåvor och tributer för att hålla reda på vilka gåvor som kom från vilken stad. Två av dem verkar namnge städerna Baset och Buto, vilket i så fall visar att Skorpions arméer erövrat eller åtminstone underkuvat delar av Nildeltat. Skorpions erövringar kan ha startat det egyptiska hieroglyfsystemet genom ett behov av att föra skriftliga register.

## Stridsskildring
1995 upptäcktes en 5 000 år gammal stenrelif i det arkeologiska projektet Theban Desert Road Survey som bär symbolerna för Skorpion I och skildrar hans seger över en annan fördynastisk härskare (möjligen Naqadas dåvarande kung). Den besegrade kungen eller platsen för slaget namnges som "Tjur" eller "Tjurhuvud" vilket är en symbol som återkommer i Skorpions grav U-j. Det är möjligt att Skorpion I enade Övre Egypten efter att ha besegrat Naqadas kung.

## Bevis på vinkonsumtion
Skorpions grav är känd bland arkeologer för sina fynd som tyder på en uråldrig vinkonsumption. I utgrävningen av graven upptäckte arkeologer dussintals importerade keramikkrukor som innehöll en gul restsubstans som vid analys verkar ha varit vin, vinet har daterats till cirka 3150 f.Kr. I vinet återfanns kemiska rester av örter, trädhartser och andra naturliga ämnen. I graven hittades också druvkärnor, skal och torkat fruktkött.